# Leutwil
Leutwil (schweizerdeutsch: Lüpu, ˈlypːʊ) ist eine Einwohnergemeinde im Schweizer Kanton Aargau. Sie gehört zum Bezirk Kulm und liegt am westlichen Rand des Seetals.

## Geographie
Das lang gestreckte Dorf liegt auf einer Hochebene zwischen dem Seetal und der Homberg-Hügelkette, im Bereich einer Seitenmoräne, die während der Würmeiszeit beim Rückzug des Reussgletschers entstanden ist. Die Hochebene wird durch zwei kleine Bäche entwässert, die knapp zwei Kilometer weiter östlich in den Hallwilersee münden. Im Süden und Südwesten steigt das Gelände steil zur Egg (781 m ü. M.) und zur Wandfluh (766 m ü. M.) an.
Die Fläche des Gemeindegebiets beträgt 375 Hektaren, davon sind 145 Hektaren bewaldet und 43 Hektaren überbaut. Der höchste Punkt befindet sich auf 781 Metern auf dem Gipfel der Egg, der tiefste auf 510 Metern an der Grenze zu Boniswil. Nachbargemeinden sind Dürrenäsch im Nordwesten, Boniswil im Nordosten, Birrwil im Südosten und Zetzwil im Südwesten.

## Geschichte

Luftansicht (1953)

Die Gegend war bereits im 1. Jahrhundert v. Chr. besiedelt, wie ein keltisches Kindergrab belegt. Das heutige Dorf geht auf eine Gründung der Alamannen zurück. Der Dorfname stammt vom althochdeutschen Liutinwilari, was «Hofsiedlung des Liuto» bedeutet. Die erste Erwähnung von Lutwile erfolgte am 2. Juli 1273, als das Stift Schönenwerd eine Wiese an die Dorfkirche abtrat. Im selben Jahr wechselte die Blutgerichtsbarkeit von den Grafen von Kyburg zu den Habsburgern. Inhaber der niederen Gerichtsbarkeit waren die Herren von Trostburg.
1415 eroberten die Eidgenossen den Aargau. Leutwil gehörte nun zum Untertanengebiet der Stadt Bern, dem so genannten Berner Aargau. 1528 führten die Berner die Reformation ein. Die Herrschaft Trostburg war 1346 in den Besitz der Herren von Reinach gelangt, 1486 fiel sie an die Hallwyler. Diese verkauften 1616 ihren Besitz an die Stadt Brugg. Bern duldete den Machtzuwachs seiner Untertanenstadt jedoch nicht und zog die Herrschaftsrechte an sich. Leutwil bildete daraufhin einen Teil des Gerichtsbezirks Trostburg innerhalb des Amtes Lenzburg. In den Jahren 1628/29 fielen 149 Personen einer Pestepidemie zum Opfer. Um 1720 begann sich die Baumwollweberei zu etablieren, die von den Bauern in Heimarbeit betrieben wurde.
Im März 1798 nahmen die Franzosen die Schweiz ein, entmachteten die «Gnädigen Herren» von Bern und riefen die Helvetische Republik aus. Leutwil gehört seither zum Kanton Aargau. Die Handfabrikation wurde um 1840 durch die maschinelle Verarbeitung abgelöst. Ende des 19. Jahrhunderts entstanden mehrere Zigarrenfabriken, wobei die meisten in den Krisenjahren während des Zweiten Weltkriegs schliessen mussten; der letzte Vertreter der Tabakindustrie stellte seine Produktion im Jahr 1990 ein. Fast während des gesamten 20. Jahrhunderts stagnierte die Bevölkerungszahl. Aufgrund einer verstärkten Bautätigkeit ist sie jedoch seit 1980 um fast vierzig Prozent angestiegen.

## Sehenswürdigkeiten

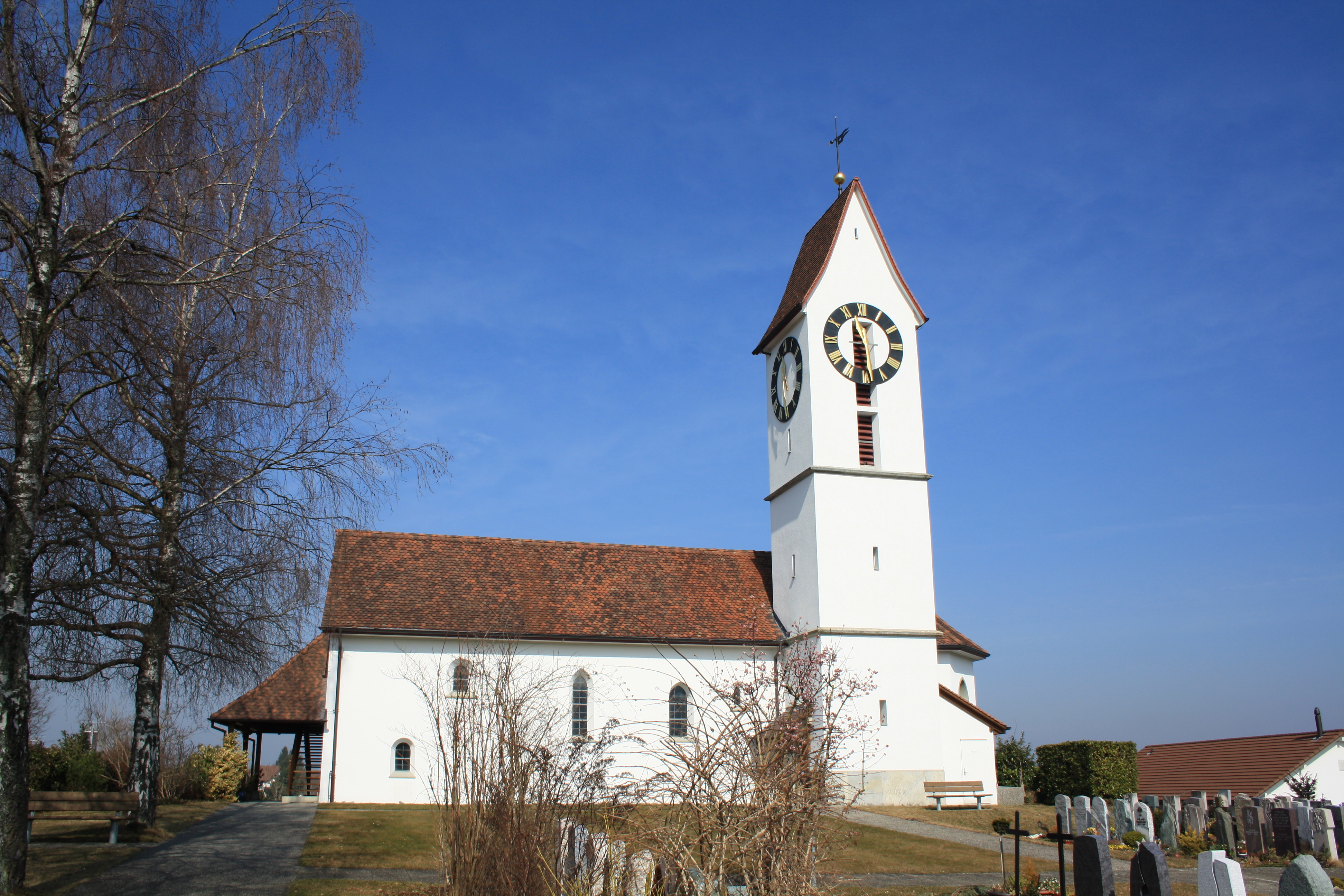
Kirche Leutwil

Die erste Erwähnung der reformierten Kirche, die auf einem nach drei Seiten hin abfallenden Moränenausläufer steht, erfolgte im Jahr 1273. Nach der Einbeziehung von Dürrenäsch in die Kirchgemeinde musste das Kirchenschiff an der Westseite verlängert werden. Die Apsis wurde 1897 abgebrochen, gleichzeitig erweiterte man die Kirche nach Osten hin, und an der Südseite entstand ein neuer Turm. Während der Renovation kamen 1937 kunsthistorisch wertvolle Fresken aus dem 13. bis 15. Jahrhundert zum Vorschein. In der Kirche werden zwei Pestsärge aus dem 17. Jahrhundert verwahrt.

## Wappen
Die Blasonierung des Gemeindewappens lautet: «In Blau weisse Glocke.» Dieses redende Wappen (volksetymologisch abgeleitet vom Wort läuten) ist aufgrund einer Fehldeutung des Dorfnamens entstanden und war erstmals 1748 auf einer Holzdecke in der Leutwiler Kirche zu sehen. Der Gemeinderat legte 1957 die heutige Form der Glocke, im Profil und mit erkennbarem Klöppel, verbindlich fest.

## Bevölkerung
Die Einwohnerzahlen entwickelten sich wie folgt:
| Jahr      | 1653 | 1850 | 1900 | 1930 | 1950 | 1960 | 1970 | 1980 | 1990 | 2000 | 2010 | 2020 |
| Einwohner | 225  | 790  | 599  | 563  | 533  | 521  | 584  | 509  | 562  | 662  | 743  | 745  |

Am 31. Dezember 2023 lebten 752 Menschen in Leutwil, der Ausländeranteil betrug 10 %. Bei der Volkszählung 2015 bezeichneten sich 53,2 % als reformiert und 14,3 % als römisch-katholisch; 32,5 % waren konfessionslos oder gehörten anderen Glaubensrichtungen an. 96,7 % gaben bei der Volkszählung 2000 Deutsch als ihre Hauptsprache an und 1,1 % Englisch.

## Politik und Recht
Die Versammlung der Stimmberechtigten, die Gemeindeversammlung, übt die Legislativgewalt aus. Ausführende Behörde ist der fünfköpfige Gemeinderat. Er wird im Majorzverfahren vom Volk gewählt, seine Amtsdauer beträgt vier Jahre. Der Gemeinderat führt und repräsentiert die Gemeinde. Dazu vollzieht er die Beschlüsse der Gemeindeversammlung und die Aufgaben, die ihm vom Kanton zugeteilt wurden. Für Rechtsstreitigkeiten ist in erster Instanz das Bezirksgericht Kulm zuständig. Leutwil gehört zum Friedensrichterkreis IX (Unterkulm).

## Wirtschaft
In Leutwil gibt es gemäss der im Jahr 2015 erhobenen Statistik der Unternehmensstruktur (STATENT) rund 200 Arbeitsplätze, davon 24 % in der Landwirtschaft, 38 % in der Industrie und 38 % im Dienstleistungsbereich. Die wichtigsten Unternehmen sind zwei Betriebe, die auf Apparatebau sowie auf die Herstellung von Stoffdruckmaschinen spezialisiert sind. Die meisten Erwerbstätigen sind Wegpendler und arbeiten in den grösseren Ortschaften der Umgebung oder in der Region Aarau/Lenzburg.

## Verkehr
Das Dorf liegt etwas abseits der Hauptverkehrsachsen, ist aber durch gut ausgebaute Nebenstrassen mit dem Wynental und dem Seetal verbunden. Der Anschluss an das Netz des öffentlichen Verkehrs erfolgt durch die Buslinie Teufenthal–Seengen–Lenzburg der Gesellschaft Regionalbus Lenzburg.

## Bildung

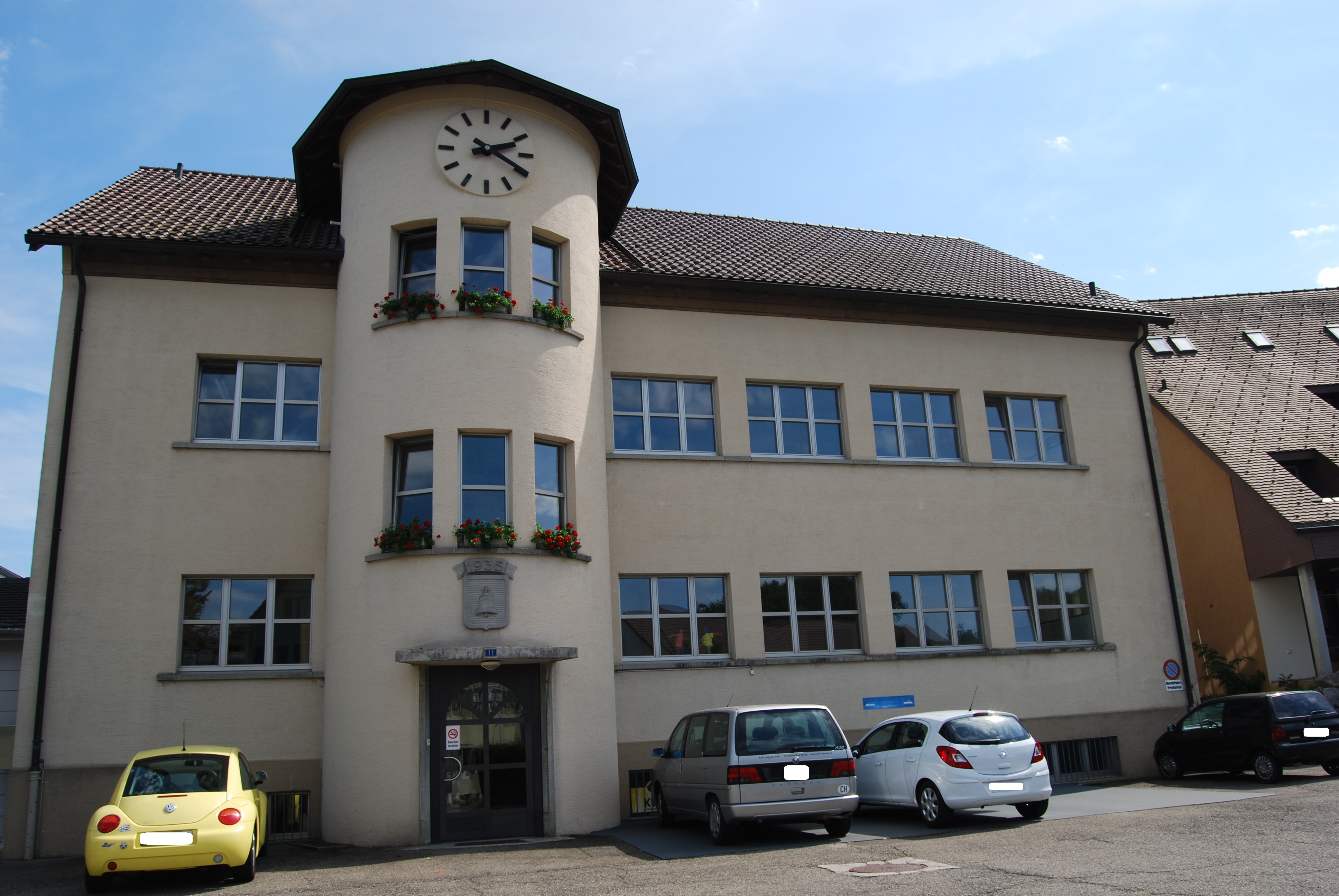
Schulhaus

Die Gemeinde verfügt über einen Kindergarten und ein Schulhaus, in dem die Primarschule unterrichtet wird. Sämtliche Oberstufen der obligatorischen Volksschule (Realschule, Sekundarschule, Bezirksschule) können in Seengen besucht werden. Die nächstgelegenen Gymnasien sind die Alte Kantonsschule und die Neue Kantonsschule, beide in Aarau.

## Persönlichkeiten
- Christian Baumann, Kunstturner (* 1995)
- Margot S. Baumann, Schriftstellerin (* 1964)